# 好萊塢 (喬治亞州)
好萊塢（英語：Hollywood）是位於美國喬治亞州哈伯沙姆縣的一個非建制地區。該地的面積和人口皆未知。

## 地理
好萊塢的座標為34°38′58″N 83°26′51″W / 34.64944°N 83.44750°W，而該地的平均海拔高度為464米（即1522英尺）。